# ATP Challenger Rancho Mirage
Der ATP Challenger Rancho Mirage (offiziell: Rancho Mirage Challenger) war ein Tennisturnier, das zwischen 1993 und 2000 in Rancho Mirage, Kalifornien, stattfand. Es gehörte zur ATP Challenger Tour und wurde im Freien auf Hartplatz gespielt.

## Liste der Sieger

### Einzel
| Jahr                         | Sieger         | Finalgegner   | Ergebnis      |
| ---------------------------- | -------------- | ------------- | ------------- |
| 2000                         | James Blake    | Cecil Mamiit  | 3:6, 6:4, 6:2 |
| 1999                         | Bob Bryan      | Jeff Coetzee  | 7:5, 7:5      |
| 1998                         | Christian Ruud | Cecil Mamiit  | 6:7, 6:3, 6:2 |
| 1994–1997: nicht ausgetragen |                |               |               |
| 1993                         | Robbie Weiss   | David Nainkin | 6:1, 6:4      |

### Doppel
| Jahr                         | Sieger                            | Finalgegner                  | Ergebnis       |
| ---------------------------- | --------------------------------- | ---------------------------- | -------------- |
| 2000                         | Mark Merklein Mitch Sprengelmeyer | Bob Bryan Mike Bryan         | 6:4, 3:6, 7:63 |
| 1999                         | Thomas Shimada Myles Wakefield    | Bob Bryan Mike Bryan         | 6:3, 6:3       |
| 1998                         | Wayne Arthurs Peter Tramacchi     | Todd Larkham Grant Silcock   | 6:3, 3:6, 6:3  |
| 1994–1997: nicht ausgetragen |                                   |                              |                |
| 1993                         | Todd Nelson Tobias Svantesson     | T. J. Middleton Kenny Thorne | 7:6, 6:3       |